# Jakob Mayer Rothschild
Jakob Mayer Rothschild (Frankfurt na Majni, 15. svibnja 1792. – Pariz, 15. studenog 1868.), njemačko-židovski bankar, filantrop i osnivač francuskog ogranka obitelji Rothschild.
Bio je peti sin i najmlađe dijete Mayera Amschela (1744. – 1812.) i Gutle Schnapper (1753. – 1849.). Radio je od svoje devetnaeste godine u Parizu za brata Nathana Mayera (1777. – 1836.) te je tijekom 1814. i 1815. godine sudjelovao s njime u planu financiranja Wellingtonove armije. Godine 1817. otvorio je bankarsku podružnicu u Parizu. Obnašao je dužnost savjetnika kraljeva i ministara i postao najmoćnijim bankarom u Francuskoj. Odigrao je veliku ulogu u financiranju cesta i rudarstva, čime je doprinio pretvaranju Francuske u industrijsku silu.
Godine 1822. Jakob je, zajedno s četvoricom svoje braće, dobio nasljedni naslov baruna, kojeg mu je udijelio austrijski car Franjo I. Habsburški. Sljedeće godine dobio je orden francuske Legije časti.
Dana 11. srpnja 1824. godine oženio je nećakinju Betty Salomon (1805. – 1886.), kćerku svog brata Salomona (1774. – 1855.), s kojom je imao petero djece:
- Charlotte (1825. – 1899.)
- Mayera Alphonsea (1827. – 1905.)
- Gustava Samuela (1829. – 1911.)
- Salomona Jakoba (1835. – 1864.)
- Edmonda Benjamina (1845. – 1934.)

Bio je pokrovitelj umjetnosti i medicine. Godine 1802. bio je iniciran u masonsku ložu u Londonu.